# بمایتسو
بمایتسو (به لاتین: Bemaitso) یک منطقهٔ مسکونی در ماداگاسکار است که در آندیلامنا واقع شده‌است. بمایتسو ۸٬۰۰۰ نفر جمعیت دارد و ۹۴۹ متر بالاتر از سطح دریا واقع شده‌است.